# Trogon comptus
El trogón del Chocó, trogón cola azul,  trogón coliazul, trogón ojiblanco  o surucuá de cola azul (Trogon comptus) es una especie de ave de la familia  Trogonidae.

## Distribución y hábitat
Se encuentra en Colombia y el noroeste de Ecuador. Su hábitat natural son los húmedos bosques de las tierras bajas.  